# Encelia palmeri
Encelia palmeri là một loài thực vật có hoa trong họ Cúc. Loài này được Vasey & Rose mô tả khoa học đầu tiên năm 1889.